# 大花党参
大花党参（学名：Codonopsis nervosa var. macrantha）为桔梗科党参属下的一个变种。

## 扩展阅读
- 維基物種上的相關：大花党参